# Mycale parasitica
Mycale parasitica är en svampdjursart som först beskrevs av Carter 1885.  Mycale parasitica ingår i släktet Mycale och familjen Mycalidae. Inga underarter finns listade i Catalogue of Life.